# کیم هه سونگ
کیم هه سونگ (کره‌ای: 김혜성؛ زادهٔ ۱۴ ژانویه ۱۹۸۸) بازیگر و مدل اهل کره جنوبی است.